# Marketa Lazarová
Marketa Lazarová is een Tsjecho-Slowaakse dramafilm uit 1967 onder regie van František Vláčil. Het scenario is gebaseerd op de gelijknamige roman uit 1931 van de Tsjecho-Slowaakse auteur Vladislav Vančura.

## Verhaal
Twee broers beroven reizigers voor hun vader Kozlík. Na een mislukte overval gijzelen ze een Duitse reiziger. Een van diens medereizigers kan ontsnappen en gaat de koning waarschuwen. Kozlík bereidt zich voor op de wraak van de koning door mensen op te trommelen voor een nakende strijd. Ook de koning doet echter een beroep op zijn onderdanen door van het dispuut een strijd tussen christenen en heidenen te maken.

## Rolverdeling
| Acteur            | Personage            |
| ----------------- | -------------------- |
| Josef Kemr        | Kozlík               |
| Magda Vášáryová   | Marketa Lazarová     |
| Naďa Hejná        | Kateřina             |
| Jaroslav Moučka   | Jan                  |
| František Velecký | Mikoláš              |
| Karel Vašíček     | Jiří                 |
| Ivan Palúch       | Adam                 |
| Martin Mrázek     | Václav               |
| Václav Sloup      | Simon                |
| Pavla Polášková   | Alexandra            |
| Alena Pavlíková   | Drahuše              |
| Michal Kožuch     | Lazar                |
| Zdeněk Lipovčan   | Jakub                |
| Harry Studt       | Oude graaf Kristián  |
| Vlastimil Harapes | Jonge graaf Kristián |